# Anachis nisitella
Anachis nisitella is een slakkensoort uit de familie van de Columbellidae. De wetenschappelijke naam van de soort is voor het eerst geldig gepubliceerd in 1840 door Duclos.